# 王道一 (萬曆進士)
王道一（16世紀—17世紀），字以贯，號萬川，山东登州府黄县人，明朝政治人物。

## 生平
十二月二十四日生，治春秋。天性诚朴，厚重寡言。母疾，露祷获愈，人稱孝感。萬曆十三年（1585年）乙酉科山东鄉試第三十名舉人，二十三年（1595年）乙未科會試第一百九十七名，廷試三甲第一百六十六名進士。通政司觀政，二十四年四月初授大名县知县，二十六年七月調繁魏县，苦漳河患，歴任，河徙归广平故道，广平人欲曲防由魏，道一建白当事，以去就争之，魏得免河患，为立祠河上。擢升工部主事，力辞芜湖榷关，以廉介著。由郎中除授汾州府知府，爱民礼士，支宗藩禄，均平悦服。平阳賊起，聞風戒，不入境，因疾乞休，郡人攀留不得，疏上，晋阶按察副使。归里，分俸为族人无妻者娶婚，养族妇之贫苦終老。舍義塚，赈饥荒，樂施不倦。撫院钱、按院冯、马屡疏薦用不起，闭户静摄，不迩声歌，不事請託。至老手不释卷，著有《悟道言》一卷、《日省録》、《晝永編》諸書，士宗之如山斗，殁后舆论举祀乡贤，萬曆四十八年入祀。

## 家族
曾祖王裕，義官。祖王继大，庠生。父王廷孚，舉人、知縣，贈文林郎。母李氏，贈孺人。永感下。兄王道明（經魁、知縣）。弟道行（选贡）、道中、道光。娶徐氏，封孺人，子之甲、之翼、之任、之台、之柱、之卿、之寶。